# USA i olympiska sommarspelen 1952
USA deltog med 286 deltagare vid de olympiska sommarspelen 1952 i Helsingfors. Totalt vann de fyrtio guldmedaljer, nitton silvermedaljer och sjutton bronsmedaljer. fäktaren Norman Armitage var landets fanbärare vid öppningsceremonien.

## Medaljer

### Guld
- Ron Bontemps, Marc Freiberger, Wayne Glasgow, Charlie Hoag, Bill Hougland, John Keller, Dean Kelley, Bob Kenney, Bob Kurland, Bill Lienhard, Clyde Lovellette, Frank McCabe, Dan Pippin och Howie Williams - Basket
- Nate Brooks - Boxning, flugvikt.
- Charles Adkins - Boxning, lätt weltervikt.
- Floyd Patterson - Boxning, mellanvikt.
- Norvel Lee - Boxning, lätt tungvikt.
- Ed Sanders - Boxning, tungvikt.
- Lindy Remigino - Friidrott, 100 meter.
- Andy Stanfield - Friidrott, 200 meter.
- Mal Whitfield - Friidrott, 800 meter.
- Harrison Dillard - Friidrott, 110 meter häck.
- Charles Moore - Friidrott, 400 meter häck.
- Horace Ashenfelter - Friidrott, 3 000 meter hinder.
- Dean Smith, Harrison Dillard, Lindy Remigino och Andy Stanfield - Friidrott, 4 x 100 meter stafett.
- Jerome Biffle - Friidrott, längdhopp.
- Walter Davis - Friidrott, höjdhopp.
- Bob Richards - Friidrott, stavhopp.
- Parry O'Brien - Friidrott, kulstötning.
- Sim Iness - Friidrott, diskuskastning.
- Cy Young - Friidrott, spjutkastning.
- Bob Mathias - Friidrott, tiokamp.
- Mae Faggs, Barbara Jones, Janet Moreau och Catherine Hardy - Friidrott, 4 x 100 meter stafett.
- Frank Havens - Kanot, C-1 10000 meter.
- William Smith - Brottning, fristil, Weltervikt.
- Charles Logg, och Thomas Price - Rodd, Tvåa utan styrman
- Frank Shakespeare, William Fields, James Dunbar, Richard Murphy, Robert Detweiler, Henry Procter, Wayne Frye, Edward Stevens  och Charles Manring - Rodd, Åtta med styrman
- Britton Chance, Sumner White, Edgar White och Michael Schoettle - Segling, 5,5 m
- Herman Whiton, Eric Ridder, Julian Roosevelt, John Morgan, Everard Endt och Emelyn Whiton - Segling, R 6
- Pat McCormick - Simhopp, damernas svikt.
- Pat McCormick - Simhopp, damernas höga hopp.
- David Browning - Simhopp, herrarnas svikt.
- Samuel Lee - Simhopp, herrarnas höga hopp.
- Clarke Scholes - Simning, 100 m frisim.
- Ford Konno - Simning, 1500 m frisim.
- Yoshinobu Oyakawa - Simning, 100 m ryggsim.
- Wayne Moore, Bill Woolsey, Ford Konno och James McLane - Simning, 4 x 200 m frisim.
- Huelet Benner - Skytte, fripistol.
- Tommy Kono - Tyngdlyftning, 67,5 kg.
- Peter George - Tyngdlyftning, 75 kg.
- Norbert Schemansky - Tyngdlyftning, 90 kg.
- John Davis - Tyngdlyftning, +90 kg.

### Silver
- Jay Thomas Evans - Brottning, fristil, lättvikt.
- Henry Wittenberg - Brottning, fristil, lätt tungvikt.
- Thane Baker - Friidrott, 200 meter.
- Bob McMillen - Friidrott, 1 500 meter.
- Jack Davis - Friidrott, 110 meter häck.
- Ollie Matson, Gene Cole, Charles Moore och Mal Whitfield - Friidrott, 4 x 400 meter stafett.
- Meredith Gourdine - Friidrott, längdhopp.
- Ken Wiesner - Friidrott, höjdhopp.
- Don Laz - Friidrott, stavhopp.
- Darrow Hooper - Friidrott, kulstötning.
- Bill Miller - Friidrott, spjutkastning.
- Milt Campbell - Friidrott, tiokamp.
- John Price och John Reid - Segling, Starbåt
- Ford Konno - Simning, 400 m frisim.
- Bowen Stassforth - Simning, 200 m bröstsim.
- Paula Jean Myers-Pope - Simhopp, damernas höga hopp.
- Miller Anderson - Simhopp, herrarnas svikt.
- Stanley Stanczyk - Tyngdlyftning, 82,5 kg.
- James Bradford - Tyngdlyftning, +90 kg.

### Brons
- Josiah Henson - Brottning, fristil, fjädervikt.
- James Gathers - Friidrott, 200 m.
- Ollie Matson - Friidrott, 400 m.
- Arthur Barnard - Friidrott, 110 meter häck.
- Jim Fuchs - Friidrott, kulstötning.
- James Dillion - Friidrott, diskuskastning.
- Floyd Simmons - Friidrott, tiokamp.
- John E.B. Wofford, Walter Staley och Charles G. Hough - Ridsport, fälttävlan.
- William Steinkraus, John W. Russell och Arthur McCashin - Ridsport, hoppning.
- Carl Lovsted, Al Ulbrickson, Richard Wahlstrom, Matt Leanderson och Al Rossi - Rodd, fyra med styrman.
- Zoe Ann Olsen-Jensen - Simhopp, svikt.
- Juno Stover-Irwin - Simhopp, hopp.
- Bob Clotworthy - Simhopp, svikt.
- Evelyn Kawamoto - Simning, 400 m frisim.
- Jacqueline Lavine, Marilee Stepan, Joan Alderson-Rosazza och Evelyn Kawamoto - Simning, 4 x 100 m frisim.
- Jack Taylor - Simning, 100 m ryggsim.
- Arthur Jackson - Skytte, 50 meter gevär, liggande.